# Биљанa Шљивић-Шимшић
Биљана Шљивић-Шимшић (Београд, 20. јануар 1933 — 4. октобар 2019) била је српско-америчка лингвисткиња, слависткиња, професор емеритус на Универзитету Илиноиса и ауторка неколико научних књига, уџбеника и речника.

## Биографија и образовање
Биљана Шљивић је рођена 1933. године у Београду, Краљевини Југославији, као ћерка Александра Шљивића, официра Војске Краљевине Југославије, и Надежде, професорке француског језика. Након Другог светског рата, њен отац је био затворен као политички противник новог режима, што је значајно утицало на живот породице. Дипломирала је на Филолошком факултету Универзитета у Београду, на Катедри за српскохрватски језик и југословенску књижевност.
Из Југославије је емигрирала 1961. године и отишла у Сједињене Државе. Тамо је стекла звање магистра и докторат на Универзитету Харвард 1966. године са тезом Деклинација у паштровским исправама 16–18. века.
Била је удата за лекара Миодрага Шимшића.

## Каријера
Године 1967. Шљивић-Шимшић је именована за доцента на Универзитету Пенсилваније. Тамо је била научни сарадник Мортона Бенсона и наведена је као коауторка на чувеном Српскохрватско-енглеском речнику (енгл. Serbocroatian-English dictionary) из 1971. године, чије најновије издање датира из 2017. године.
Године 1973. прешла је на Универзитет Илиноиса у Чикагу, где је провела остатак своје каријере. Прво као ванредни, а затим и редовни професор, била је шеф Катедре за словенске и балтичке језике и књижевности пуних 18 година. За професора емеритуса именована је 2009. године.
Била је једна од оснивача Северноамеричког друштва за српске студије, његов први секретар-благајник (1978–1983), председник (1984–1986), и дугогодишњи уредник часописа овог друштва, Serbian Studies. Активно је учествовала у животу српске дијаспоре у Чикагу и организовала хуманитарну помоћ за Србију током деведесетих година 20. века.

## Одабрана дела
Поред речника, Шљивић-Шимшић је позната и по уџбеницима за учење српског језика.
- SerboCroatian-English Dictionary. University of Pennsylvania Press. 1971. ISBN 9780812276367.[13]
- Silverman, Joseph H.; Armistead, Samuel Gordon (1971). Judeo-Spanish Ballads from Bosnia. Biljana Šljivić-Šimšić. University of Pennsylvania Press. ISBN 9780835797474.[14]
- Šljivić-Šimšić, Biljana (1985). Serbo-Croatian, Just for You: A First Year Course. Center for Slavic & East European Studies.
- Sljivic-Simsic, Biljana; Price, Robert F. (јануар 1987). Advanced Serbo-Croatian 2. Foreign Language Publications. ISBN 9780874151336.[15]
- Više od života (збирка приповедака)[2]

## Признања
Године 2021. постхумно је објављена њена монографија Деклинација у паштровским исправама 16–18. века, у част њеног научног рада.